# Folkets Röst - Vox Humana
Folkets Röst - Vox Humana (VOXH) är ett lokalt politiskt parti som är registrerat för val till kommunfullmäktige i Härjedalens kommun. Partiet grundades av den tidigare centerpartisten Pelle Persson 1997 och ställde upp i val första gången 1998, då partiet kom in i fullmäktige och tog fem mandat.

## Bakgrund
Partiet grundades för att vända Härjedalens vikande befolkningssiffror. Något som man ansåg att de etablerade partierna och deras företrädare saknade visioner och kunnande om för att åstadkomma. Hos partiets grundare kom man fram till att personer med bred näringslivs- och livserfarenhet behövdes för att lyckas.

### Program
Partiet grundades med de här frågorna som utgångspunkt:
- Det behövs en härjedalsk tidning och radiokanal.
- Kommunen ska lämna Jämtlands län och i stället bli en del av Gävleborgs län.
- Landstingets primärvård ska övertas av kommunen, integrerad med äldreomsorgen.
- Kommunens skolor ska organiseras som friskolor.
- Kommunförvaltningen ska ledas av en kommunchef med slopande av styrelser och nämnder.
- Den tekniska förvaltningens mesta angelägenheter ska läggas ut på entreprenad.
- Mer ansvar och service till kommuninvånarna.

## Valresultat
| År   | Röster | %     | Mandat |
| ---- | ------ | ----- | ------ |
| 1998 | 704    | 9,97  | 5 / 49 |
| 2002 | 721    | 10,90 | 5 / 49 |
| 2006 | 889    | 13,54 | 7 / 49 |
| 2010 | 629    | 9,42  | 4 / 39 |
| 2014 | 314    | 4,67  | 2 / 39 |
| 2018 | 309    | 4,63  | 1 / 31 |
| 2022 | 566    | 8,56  | 3 / 31 |

## Historia
I samband med partiets första val kom man in i fullmäktige och blev kommunens femte största parti, i samband med valet 2002 gick man även om Moderaterna och blev det fjärde största i kommunen, dock alltjämt i opposition.
Vid kommunfullmäktigevalet 2006 ökade Vox Humana med två mandat och gick om Vänsterpartiet (vars väljarstöd minskade) och även Centerpartiet (vars resultat blev oförändrat) och Vox Humana blev då Härjedalens kommuns näst största parti.
I samma val förlorade även Socialdemokraterna och Vänsterpartiet för första gången i kommunens historia majoriteten i kommunfullmäktige då Sverigedemokraterna kom in i fullmäktige med två mandat. Sverigedemokraterna var villiga att kravlöst stödja de borgerliga partierna och Vox Humana (som då hade blivit kommunens ledande parti). Vox Humana var positivt till detta, men Allians för Härjedalen (Centerpartiet, Folkpartiet liberalerna, Moderaterna och Kristdemokraterna) sade blankt nej. Vox Humana inledde då förhandlingar med Socialdemokraterna och Vänsterpartiet som dock inte ledde någon vart då Centerpartiet och Folkpartiet bröt sin allians och började samregera med Socialdemokraterna och Vänsterpartiet.
Genom ett valtekniskt samarbete med Sverigedemokraterna fick Vox Humana två (i stället för en) platser i kommunstyrelsen. Partiföreträdaren Michael Bellmann utsågs till oppositionsråd i Härjedalens kommun.
Partiet var med och styrde Härjedalens kommun efter valet 2014 tillsammans med Socialdemokraterna och Vänsterpartiet. Vox Humana lämnade styret i slutet av 2015. Allt sedan dess befinner sig partiet i opposition.

## Ideologi
Vox Humanas grundvärdering är enligt partiet humanism och partiet består av individualister med egna åsikter.
Partiet har, både av den styrande majoriteten och den övriga oppositionen, ofta beskyllts för att vara ett missnöjesparti. Partiet har även kallats för "nejsägar- och bakåtsträvarparti" av Lennart Olsson (socialdemokrat) då partiet motsatt sig etablerandet av en simhall i Sveg och den kinesiska satsningen på biobränsle i kommunen.[källa behövs]
Vox Humana och dess anhängare menar å sin sida att de är realister som motsätter sig nedläggningar av skolor (till exempel den i Älvros) samt nedskärningar inom vård och omsorg, som partiet istället vill privatisera. Partiet brukar ofta agitera mot den styrande majoriteten och oppositionen som Vox Humana allmänt anser vara "tandlösa".
Partiet vill slopa skatteutjämningssystemet och istället ge kommunerna beskattningsrätt i frågor om vattenkraft, bolag och fast egendom.